# Drizzona
Drizzona ist eine Fraktion  der italienischen Gemeinde (comune) Piadena Drizzona in der Provinz Cremona, Region Lombardei.  

## Geographie
Die Ortschaft liegt etwa 25 Kilometer östlich von Cremona in der Po-Ebene auf der orographisch rechten Uferseite des Oglio.

## Geschichte

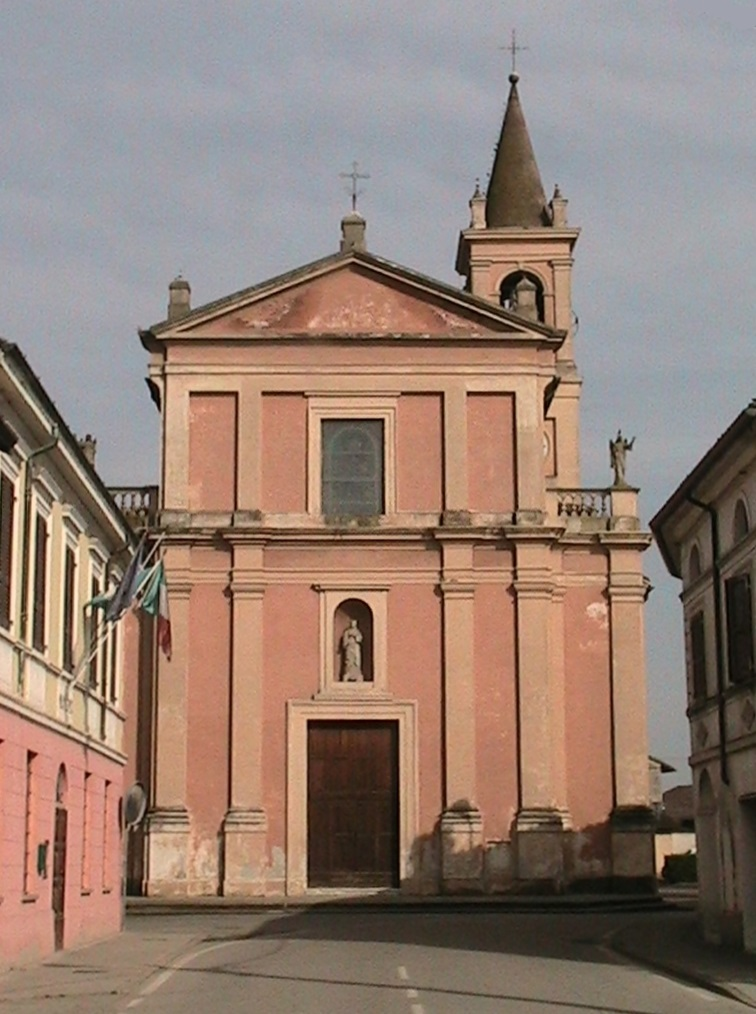
Pfarrkirche Santa Eufemia

Drizzona war bis 2018 eine eigenständige Gemeinde. Am 1. Januar 2019 schloss sie sich mit Piadena zur neuen Gemeinde Piadena Drizzona zusammen. Zuvor hatten die Bürger von Drizzona bei einem Referendum am 24. Juni 2018 für den Zusammenschluss gestimmt. Zum 11,7 km² großen ehemaligen Gemeindegebiet gehörten noch die Fraktionen Castelfranco d’Oglio und Pontirolo Capredoni.

## Verkehr
Durch die Gemeinde führt die frühere Strada Statale 10 Padana Inferiore von Turin nach Monselice.